# Ягодинка (Романовский район)
Ягоди́нка (укр. Ягодинка) — село на Украине, находится в Романовском районе Житомирской области.
Население по переписи 2001 года составляло 511 человек. Население по данным 2023 года составляло 274 человека. Почтовый индекс — 13023. Телефонный код — 4146. Занимает площадь 0,12 км².

## Адрес местного совета
13023, Житомирская область, Романовский р-н, с.Ягодинка, ул.Центральная

## Галерея

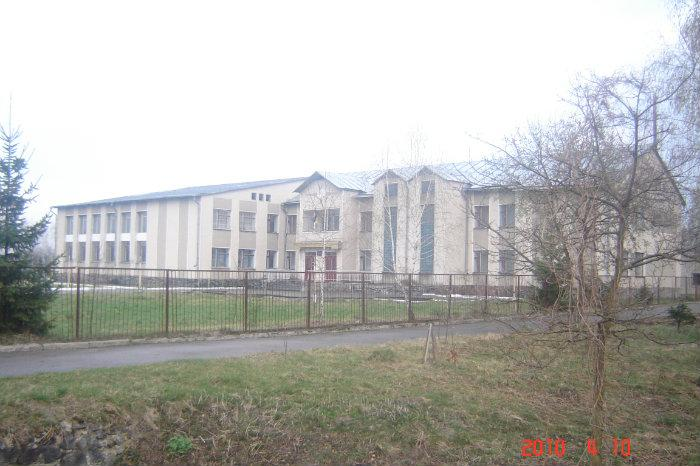
Школа села Ягодинка